# Robert Benton
Robert Douglas Benton, född 29 september 1932 i Dallas, Texas (men huvudsakligen uppväxt i Waxahachie, Texas), död 11 maj 2025 i New York, var en amerikansk filmregissör och manusförfattare.
Benton samarbetade ofta med David Newman och de båda fick sitt genombrott med Bonnie och Clyde. Benton vann Oscar för regi och manus för Kramer mot Kramer 1979 och för manus för En plats i mitt hjärta 1984.

## Filmografi i urval
- 1967 – Bonnie och Clyde (manus)
- 1972 – Go'dag yxskaft? (manus)
- 1972 – Det ruttna gänget (regi)
- 1978 – Superman – The Movie (manus)
- 1979 – Kramer mot Kramer (manus och regi)
- 1984 – En plats i mitt hjärta (manus och regi)
- 2007 – A Cup of Love (regi)